# Lilla Kroksjön, Småland
Lilla Kroksjön är en sjö i Tingsryds kommun i Småland och ingår i Bräkneåns huvudavrinningsområde. Sjön är 2,3 meter djup, har en yta på 0,0792 kvadratkilometer och är belägen 139,1 meter över havet.

## Delavrinningsområde
Lilla Kroksjön ingår i det delavrinningsområde (626491-144788) som SMHI kallar för Utloppet av Tiken. Medelhöjden är 138 meter över havet och ytan är 37,5 kvadratkilometer. Räknas de 9 avrinningsområdena uppströms in blir den ackumulerade arean 250,97 kvadratkilometer. Avrinningsområdets utflöde Bräkneån mynnar i havet. Avrinningsområdet består mestadels av skog (60 procent). Avrinningsområdet har 6,22 kvadratkilometer vattenytor vilket ger det en sjöprocent på 16,6 procent. Bebyggelsen i området täcker en yta av 2,29 kvadratkilometer eller 6 procent av avrinningsområdet.